# Dresdner Gardinen- und Spitzenmanufaktur

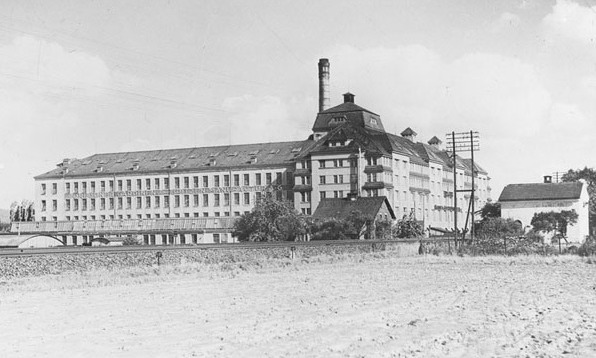
Ansicht um 1920

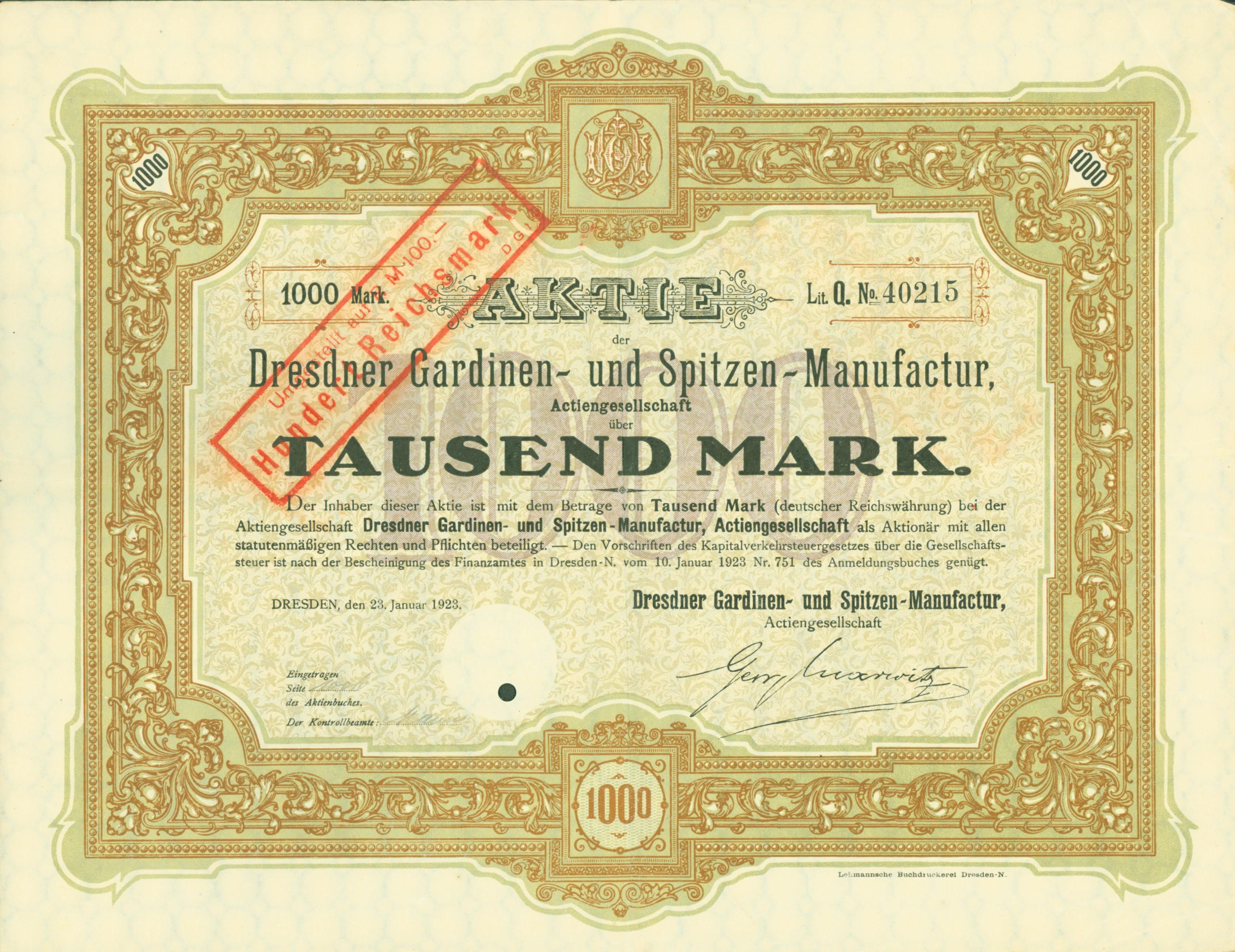
Aktie über 1000 Mark der Dresdner Gardinen- und Spitzen-Manufactur AG vom 23. Januar 1923

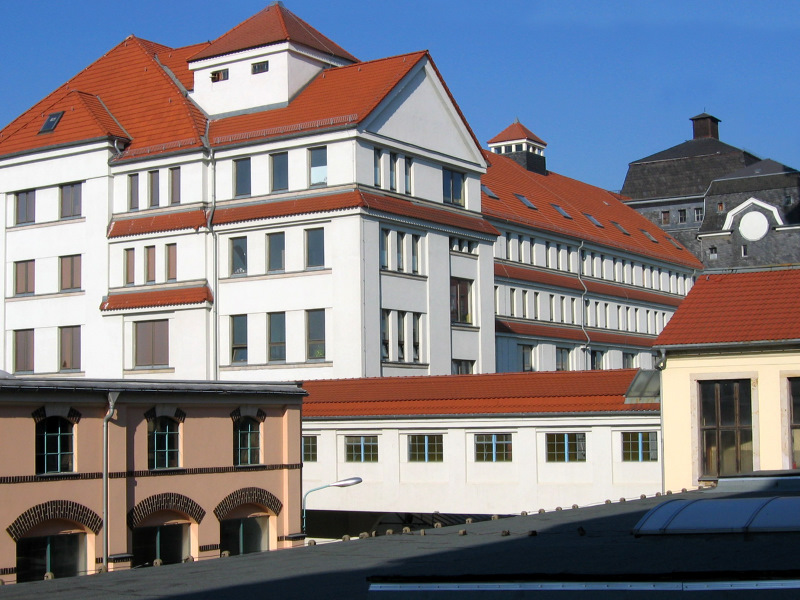
Ansicht 2005

Die Dresdner Gardinen- und Spitzenmanufaktur wurde 1884 in Dresden gegründet und produziert bis heute Spitzen und Spitzenstoffe.

## Geschichte

### Gründung und Expansion

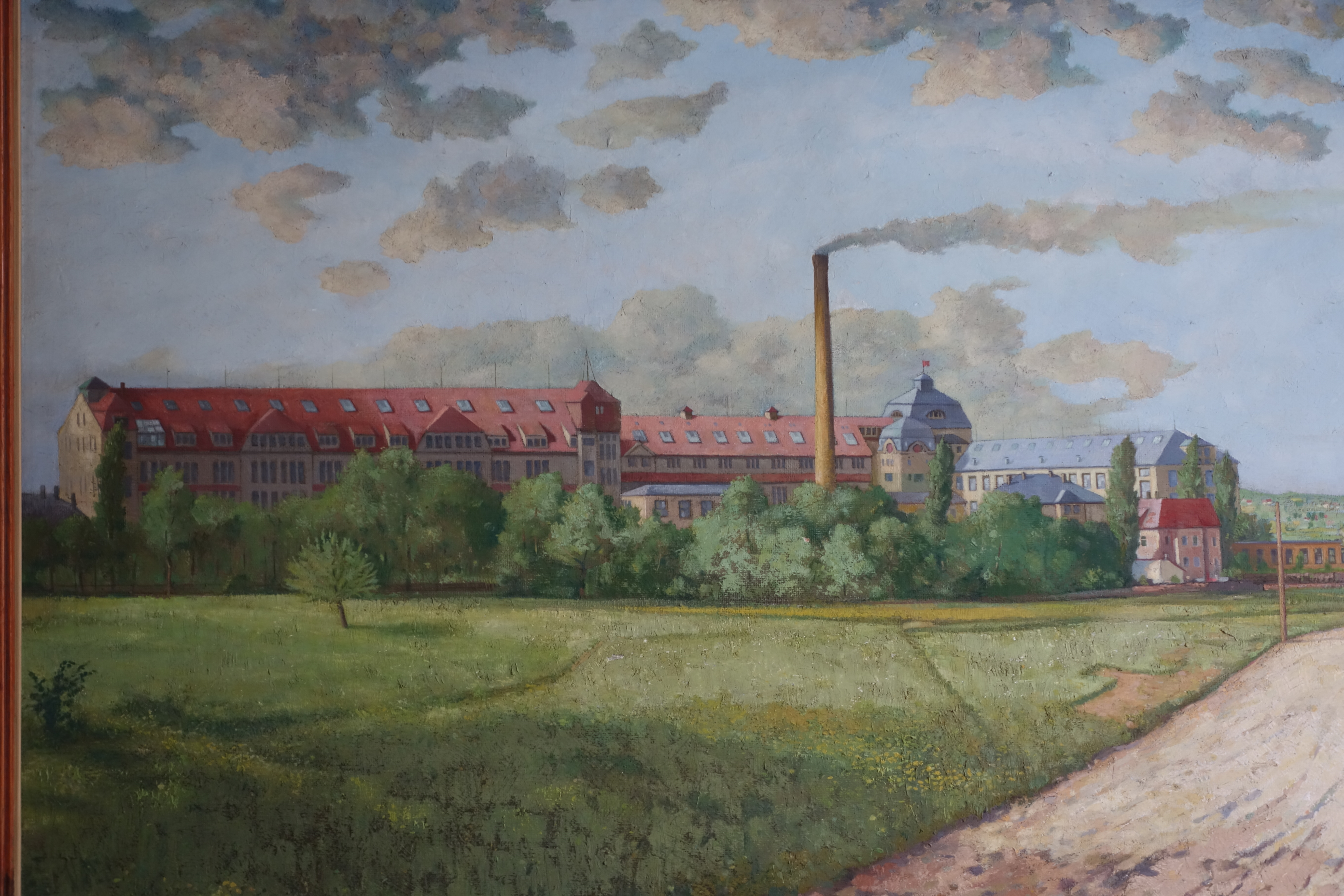
Ansicht Ende des 19. Jahrhunderts

Ende des 19. Jahrhunderts bestand die Fensterbekleidung in Deutschland vor allem aus schlichten Stoffen wie Leinen, Gaze, Etamin oder dem Gardinenstoff Madras. Farbige, gemusterte oder zarte Gardinen mussten aus England importiert werden und waren ein Privileg der Oberschicht.
Um eine Alternative aus deutscher Produktion anbieten zu können, gründeten 1884 die Kaufleute Georg Marwitz und Carl H. Siegel im Dresdner Stadtteil Johannstadt die Dresdner Gardinen- und Spitzen-Manufaktur Aktien-Gesellschaft (Dregus). Sie schafften es, trotz Ausfuhrverbot englische Bobinetmaschinen zu kaufen. Dies war kurz zuvor auch im Vogtland gelungen. Im Oktober 1900 besaß die Firma zwei Dampfmaschinen, vier Dampfkessel und 59 englische Gardinen- und Spitzenmaschinen. 1922 waren es bereits 124 Gardinen- und Spitzen-Webmaschinen. Der Umsatz war von 32,5 Millionen Mark 1919/20 auf 178 Millionen Mark 1921/22 gestiegen.
Die Dregus produzierte von Anfang an gewinnbringend Gardinen, Spitze und Tüll für den weltweiten Export. Die Nachfrage danach war enorm. Es wurden neue Maschinen angeschafft und Gebäude errichtet. Damit wurde das Grundstück schnell zu klein. Auf der Suche nach einem neuen Firmenstandort wurde man im zehn Kilometer entfernten Dobritz an der Bahnstrecke Děčín–Dresden-Neustadt fündig. Dort ist die Firma bis heute beheimatet. Die Veredelung mit Wäscherei, Bleicherei, Färberei und Spannerei bezog bereits 1900 den neuen Standort. Die Weberei mit ihren 80 Bobinetmaschinen blieb zunächst in Johannstadt. Bis zum Abschluss des Umzugs 1913 pendelten Pferdefuhrwerke zwischen den Werken, um die Rohware von Johannstadt nach Dobritz zu transportieren.

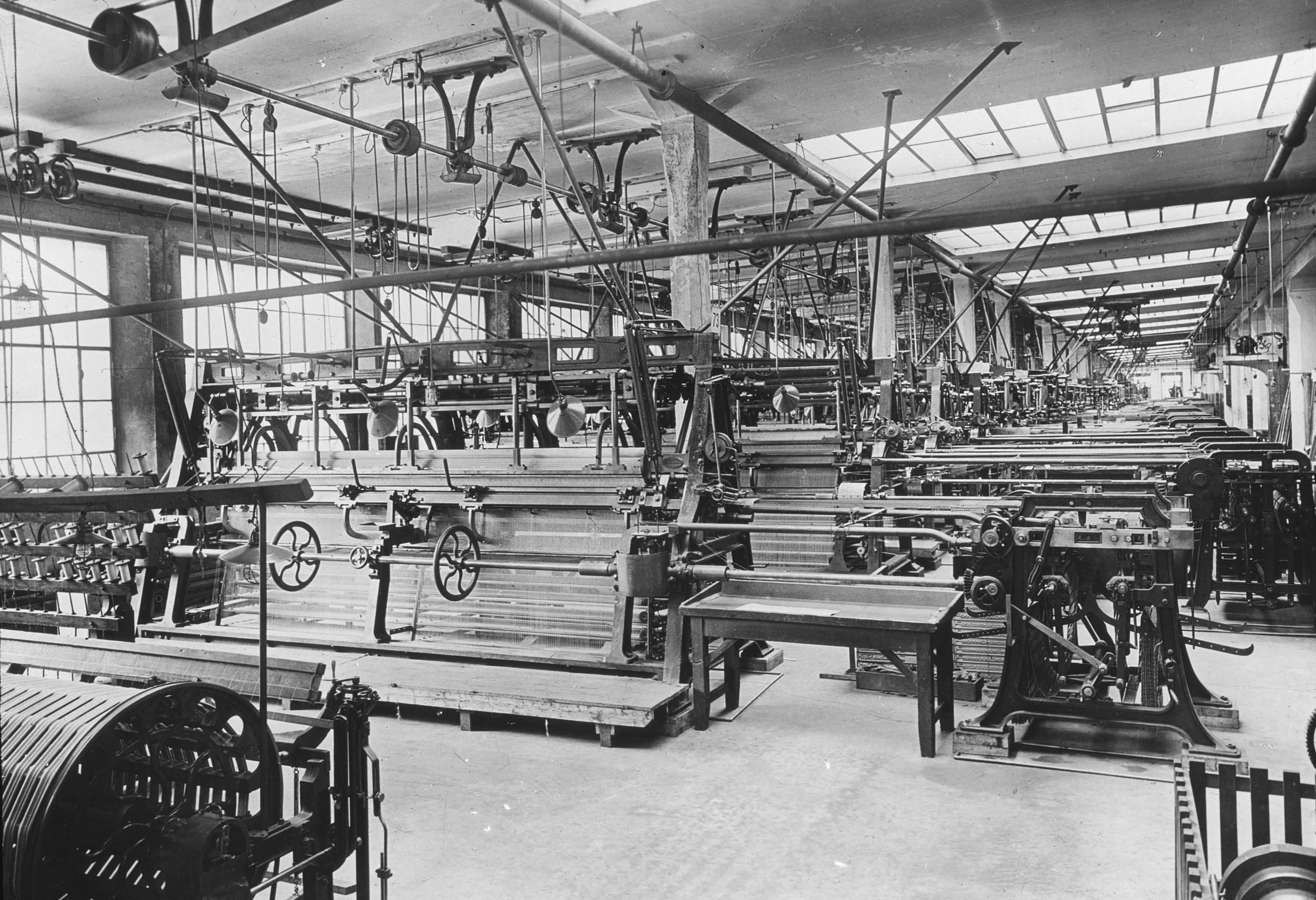
Fertigung um 1920

Der Firmenneubau aus Stahlbeton verfügte über Kupferwasserleitungen, Lastenaufzüge in jedem Gebäude, eine eigene Werkfeuerwehr und Werksbücherei, eine Kantine und Waschräume für die Angestellten. Außerdem gründete sich ein Gesangverein. Auf einem Grundstück von 60.000 Quadratmetern waren knapp 18.000 Quadratmeter bebaut.
In den Folgejahren erzielte die Dregus trotz zahlreicher Herausforderungen wie hohen Baumwollpreisen, modebedingter Absatz- und demzufolge Umsatzschwankungen, dem Ersten Weltkrieg, der Deutschen Inflation 1914 bis 1923 und der Weltwirtschaftskrise stets Gewinne. Die Firma wuchs weiter. Es wurden mehrere Werke in Sachsen aufgekauft. Nach einer Gardinenfabrik in Warschau (1898) und einer Spitzenfabrik an der Ostküste der USA (1909) folgte eine Weberei in Holland (1927). Mit Ende des Ersten Weltkrieges mussten jedoch die Zweigwerke in Warschau und den USA aufgegeben werden.
Die Dregus musste zahlreichen Herausforderungen begegnen. 1925 zum Beispiel entließ man 500 der 3000 Mitarbeiter. In den Geschäftsjahren 1930 bis 1933 konnte man erstmals keine Gewinne erwirtschaften. In dieser Zeit brachen zahlreiche Absatzmärkte weg, Firmenzusammenbrüche sorgten für eine hohe Arbeitslosigkeit und damit eine geringe Kaufkraft. Auch die Dregus musste die Produktion kurzzeitig stilllegen und Kurzarbeit anmelden. Der Widerstandskämpfer Hanns Rothbarth war von 1927 bis 1933 in der Dregus beschäftigt.
Mit der Erholung der heimischen und der Weltwirtschaft erhöhte sich die Kaufkraft wieder, was auch bei der Dregus zu wachsendem Absatz führte. Sowohl das Hauptwerk als auch alle sechs Filialen arbeiteten wieder gewinnbringend. Seit 1935 konnten wieder Dividenden an die Anteilseigner ausgeschüttet werden.

### Zweiter Weltkrieg und Nachkriegszeit
Während des Zweiten Weltkriegs von 1939 bis 1945 produzierte die Dregus vor allem Güter für die Rüstung. Die Abteilungen Maschinenbau und Holzbearbeitung wurden erweitert, die Zwirnerei und die Veredelung auf die Kriegswirtschaft umgestellt. Trotz knapper Rohstoffe konnte die Fertigung mit der Umstellung auf Kunstseide und Viskosefaser aufrechterhalten werden. Ein großer Teil der Mitarbeiter wurde zum Kriegsdienst eingezogen. Das Werk bot für die Daheimgebliebenen 500 bis 600 warme Mittagessen täglich und moderne Therapiemöglichkeiten wie Bäder und Bestrahlung sowie Röntgendiagnostik durch den Betriebsarzt an.
Von den Luftangriffen auf Dresden 1944/45 blieb die damals am Stadtrand gelegene Firma weitgehend verschont. Im Werk wurde eine Auffangstation mit Waschgelegenheiten, Erster Hilfe und Nahrungsversorgung eingerichtet. Mit dem Aus in der Rüstungsproduktion zu Kriegsende am 8. Mai 1945 schrumpfte die Zahl der Mitarbeiter auf 35.
Auch nach Kriegsende wurde die Gardinen- und Spitzenproduktion nicht gleich wieder aufgenommen. Stattdessen wurden vorerst Gebrauchsgüter für Haushalt und Garten hergestellt. Bald wurde aber das Kerngeschäft fortgeführt, allerdings vorerst ausschließlich für den sowjetischen Handel. Im Potsdamer Abkommen wurde 1945 die entschädigungslose Enteignung aller Nazi- und Rüstungsbetriebe beschlossen. Darunter fiel auch die Dregus. Das Werk wurde fast komplett für Reparationsleistungen demontiert und nach Russland verbracht. Die Zweigwerke machten sich eigenständig.

### Wiederaufbau und DDR-Zeit

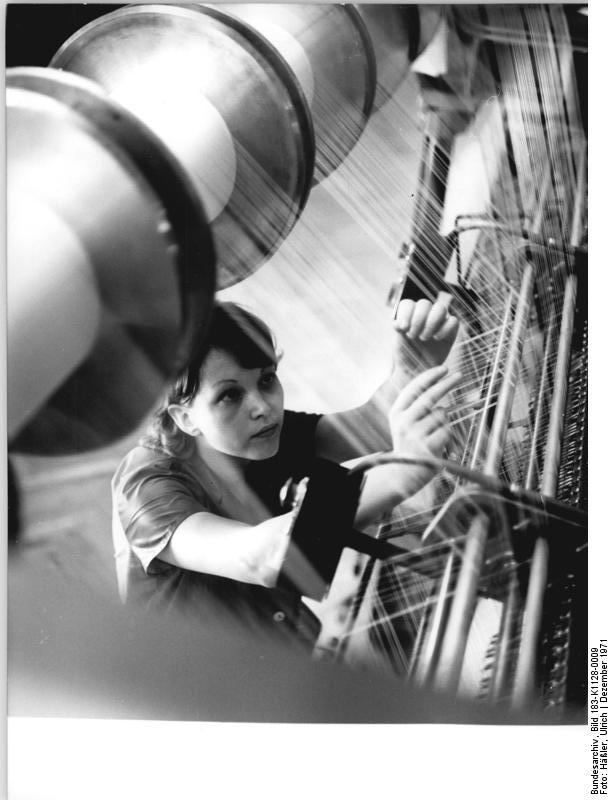
Mitarbeiterin an einer Raschelwirkmaschine (1971)

Bereits ab Juli 1946 erfolgte der Wiederaufbau als Volkseigener Betrieb. Dazu wurden Reservemaschinen aus dem Vogtland geholt. Nach einem Jahr waren wieder 1.000 Menschen in der umgangssprachlich „Gardine“ genannten Dregus beschäftigt. 1953 wurde die Dregus mit dem VEB Leipziger Spitzenfabrik und dem VEB Tüllfabrik Flöha zusammengelegt. Das Unternehmen hatte seine Zentrale in Dresden und erhielt den Namen VEB Tüllgardinen- und Spitzenwerke Dresden, zugehörig zur VVB Deko. Bereits 1954 wurde der Leipziger Betriebsteil wieder selbstständig. Das Dresdner Unternehmen entwickelte sich zu einem erfolgreichen Exportbetrieb mit vollen Auftragsbüchern.
Mitte der 1950er Jahre war der Aufbau des Maschinenparks mit Bobinetmaschinen nahezu abgeschlossen. Parallel dazu eroberte ein neues Material die Textilbranche: Kunstseide. Die Polyamidfaser war in der DDR unter dem Markennamen Dederon bekannt. Für die Verarbeitung der elastischen Kunstseide erwies sich die Bobinettechnik als ungeeignet. Man griff zur Wirktechnik auf Raschelmaschinen, wo das Material äußerst produktiv zu Tüll, Spitze und selbst zu Gardinenstoff verarbeitet werden konnte.
Die damit mögliche Produktivitätssteigerung und die wachsende Nachfrage der Bekleidungsindustrie nach Raschelspitzen führte zu der Entscheidung, beide Werke – Dresden bis 1968 und Flöha bis 1973 – vollständig auf die Wirktechnik umzustellen. Dazu wurden Maschinen der Firma Karl Mayer eingesetzt. Damit wurde die Dregus führend in der Entwicklung von Tüllen, Spitzen und Gardinen aus synthetischen Seiden auf Kettenwirkmaschinen. Allerdings wurden durch die Modernisierung von den 1100 Arbeitskräften nur noch 600 benötigt. Im Zuge der Veränderungen in der  Wirtschaftspolitik der DDR wurden Betriebe mit gleicher oder komplementärer Erzeugnisstruktur zu großen Wirtschaftseinheiten (Kombinaten) zusammengeschlossen. Am 1. Januar 1970 wurde der VEB Tüllgardinen- und Spitzenwerke Dresden in den VEB Plauener Spitze als Werk Dresden integriert. Zu dem neuen Großbetrieb VEB Kombinat Deko, Plauen, der etwa 3000 Mitarbeiter beschäftigte, zählten ebenfalls die Werke Auerbach und Leipzig. Obwohl nicht der Namensgeber, war das Dresdner Werk das leistungsstärkste und diente als Vorzeigeobjekt für internationale Gäste. 20 Prozent der Beschäftigten des Kombinats arbeiteten in Dresden und erzielten 50 Prozent des Gewinns. 1976 wurden auf 107 Raschelmaschinen 8,1 Millionen Quadratmeter Spitzen und 3,9 Millionen Quadratmeter Spitzengardinen gefertigt. Die weltweit ersten elektronisch gesteuerten Raschelmaschinen wurden im Dresdner Werk aufgestellt.
Neben der Gardinen- und Spitzenproduktion stellte das Dresdner Werk ab 1982 auch Wanddekoration her. Dafür wurden feine und farbige Textilfäden auf Tapete geklebt, sodass sich eine Musterung ergab. Da sich die Spitzentapete am Markt aber nicht durchsetzen konnte, wurde die Fertigung 1988 eingestellt. Der Schwerpunkt lag in den 1980er Jahren auf der Gardinenproduktion. Bis 1985 wurden 21,5 Millionen Quadratmeter Gardine hergestellt, was der Fläche von über 3000 Fußballfeldern entspricht. Zu ambitionierte Wirtschaftspläne der DDR führten zu unrealistischen Planerhöhungen und damit zu Streichungen der Lohnprämien trotz zahlreicher Überstunden – was sich wiederum negativ auf die Zufriedenheit der Beschäftigten auswirkte. Es kam zu zahlreichen Ausreiseanträgen und Parteiaustritten der Beschäftigten.

### Umwandlung zur Kapitalgesellschaft der Treuhandanstalt
Mit der politischen Wende wurde der Dresdner Betrieb wieder selbstständig und ging im März 1990 in Treuhandbesitz über.
Nach Umwandlungsverordnung entstand aus dem VEB Plauener Spitze, Werk Dresden, eine eigenständige Kapitalgesellschaft Dresdner Spitzen. Gemäß erstem Gesellschaftsvertrag vom 11. Juni 1990 waren als Inhaber der Anteile die Treuhandanstalt sowie zwei natürliche Personen (zugleich Geschäftsführende Gesellschafter) ausgewiesen. Die Dresdner Spitzen GmbH wurde am 14. Dezember 1990 unter HRB 1533 im Handelsregister beim Kreisgericht Dresden eingetragen. Im neu gefassten Gesellschaftsvertrag vom 20. Januar 1993 übernahm die Treuhandanstalt rückwirkend ihre Alleingesellschafterstellung, da die Beteiligung Dritter laut Umwandlungsverordnung rechtsfehlerhaft erfolgte.
Dresdner Spitzen beabsichtigte die Gründung der Firma DTHG Dresdner TRADCOM Handelsgesellschaft mbH, Dresden, um Handels- und Kompensationsgeschäfte zu vermitteln. Der zu diesem Zweck abgeschlossene Treuhandvertrag vom 15. Februar 1991 wurde durch die Gesellschafter dieser Vorgründungsgesellschaft mit Beschluss vom 26. Februar 1993 gekündigt. Zum Vertrieb von Gardinen, Spitzen, Tüllen der Dresdner Spitzen an den Facheinzelhandel sowie zum Handel mit sonstigen Textilien wurde mit notariellem Vertrag vom 13. Januar 1992 die Dregus Dresdner Gardinen- und Spitzen-Handelsgesellschaft mit Sitz in Dresden gegründet. Die nicht im Handelsregister eingetragene (Vorgründungs-)Gesellschaft wurde im April 1993 aufgelöst.
Die Nachfrage an Tüllen, Gardinen- und Dekostoffen begann, deutlich und langanhaltend zurückzugehen. Bereits seit der Währungs-, Wirtschafts- und Sozialunion (1. Juli 1990) waren die Hauptabsatzmärkte der Gesellschaft – der osteuropäische Raum für Gardinen und der ostdeutsche Raum für Spitzen – immer weniger aufnahmebereit. Schon wenige Monate später musste die Gardinenproduktion eingestellt werden. Bei einem Selbstkostenpreis von 2 Mark pro Quadratmeter und einem Verkaufspreis von 1,08 Mark pro Quadratmeter ergab sich ein Verlustgeschäft. Auch die Fertigung von Wirktüll war nicht mehr gewinnbringend. Damit stand die Fertigung im Hauptgebäude still. Maschinen wurden verkauft, Entlassungen und Kurzarbeit waren unumgänglich.
Die Gesellschaft stellte weiterhin am Produktionsstandort Dresden im Wesentlichen Spitzen her. Mehrere moderne Kettenwirkmaschinen der Firma Karl Mayer wurden angeschafft und die Spitzenproduktion und -ausrüstung fortgeführt.
Im Hinblick auf eine Privatisierungslösung erklärte die Treuhandanstalt mit Gesellschafterbeschluss vom 23. März 1994 die Auflösung der Gesellschaft mit Wirkung vom 1. April 1994 und setzte einen Liquidator für die Dresdner Spitzen GmbH i. L. ein. Die Spitzenproduktion und der Vertrieb wurden bis zum September 1995 mit etwa 40 Mitarbeitern aufrechterhalten.

### Neustart nach Privatisierung (1995)

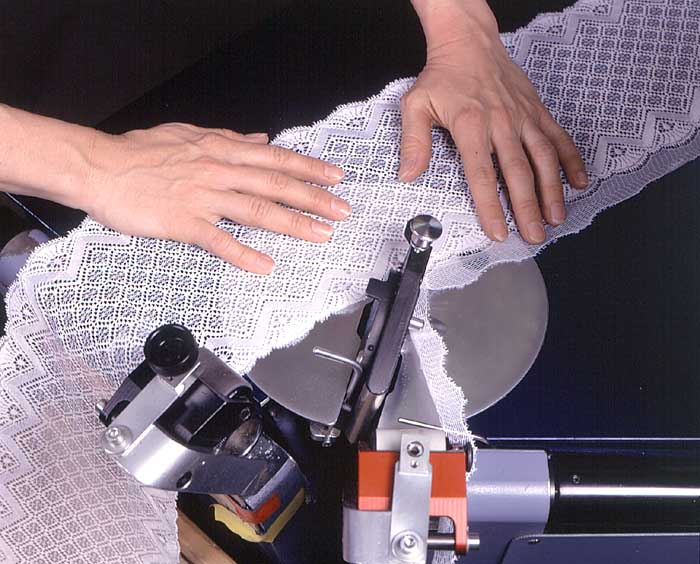
Fertigung 2005

Die Treuhandanstalt fand als Käufer für das Werk den Berliner Unternehmer Manfred Schröder. Dieser baute zusammen mit seinem Sohn Sascha Schröder das Dresdner Unternehmen wieder auf. Seit dem 1. September 1995 trägt die Kapitalgesellschaft in Anlehnung an 1884 den Namen Dresdner Gardinen- und Spitzenmanufaktur M. & S. Schröder GmbH und Co. KG. Kurz: Dresdner Spitzen. Eine Komplettsanierung des 50.000 Quadratmeter großen Gebäudes war notwendig geworden.
2002 richtete die Jahrhundertflut große Schäden an, vor allem im Garnlager des Unternehmens. Ein Loch im Deich ließ das Wasser bis zum Werk vordringen und setzte das gesamte Gelände sowie die Keller unter Wasser. Nach einer Woche waren die wichtigsten Aufräumarbeiten erledigt und die Produktion konnte wieder aufgenommen werden. Das Unternehmen erholte sich trotz eines Schadens von 2,4 Millionen Euro recht schnell von dem Rückschlag, vom Elbhochwasser 2013 blieb es verschont.
Ein seltener Maschinentyp in der Fertigung der Dresdner Spitzen sind die 14 E-Maschinen, die einzigen in Europa. Mit diesen seltenen Kettenwirkmaschinen vom Hersteller Karl Mayer lassen sich, durch die geringere Feinheit in der Lage, außergewöhnlich ausdrucksstarke Spitzen mit erhabener Struktur für die Oberbekleidung herstellen.
Derzeit werden bis zu 200.000 Kilogramm Spitze pro Jahr produziert, zertifiziert nach Standard 100 by OEKO-TEX®. 80 Prozent der Produktion gehen in den Export auf alle Kontinente. Kunden dafür sind unter anderem Calida, Dolce & Gabbana, Triumph International, s.Oliver und C&A. Aktuelle Maschinen ermöglichen die Fertigung elastischer und unelastischer Spitzenbänder und -stoffe und auch die Herstellung funktioneller Shapewear im Spitzenstyle. Die Manufaktur macht im Jahr zwischen 6 und 6,5 Millionen Euro Umsatz und beliefert 20 Hauptkunden.
Auf dem Werksgelände der Dregus sind heute auch zahlreiche andere Firmen angesiedelt, so zum Beispiel Probebühnen der Semperoper, advanced data processing und ein Callcenter.

## Gebäude
Das Gebäudeensemble steht unter Denkmalschutz. Dazu gehören das Fabrikgebäude (Gebäude A) und ein Kriegerdenkmal im Vorhof. Im Gebäude findet sich eine beachtliche Treppenausstattung mit Kacheln, Geländern, Gittern, Türeinfassungen und anderem. Das Gebäude gilt als gestalterisch bemerkenswerter Industriebau aus dem Anfang des 20. Jahrhunderts, er ist bau- und industriegeschichtlich bedeutend.